# Teresa Grillo Michel
Teresa Grillo Michel (ur. 25 września 1855 w Spinetta Marengo, zm. 25 stycznia 1944 w Alessandrii) – włoska zakonnica, założycielka Zgromadzenia Małych Sióstr Bożej Opatrzności, błogosławiona Kościoła rzymskokatolickiego.
Teresa Grillo urodziła się 25 września 1855 roku. Była ostatnim piątym dzieckiem swoich rodziców Józefa i Marii Antonietty Parvopassau. Ukończyła szkołę podstawową w Turynie, a następnie kolegium w Lodi. 2 sierpnia 1877 roku wyszła za mąż za Giovanniego Battistę Michela. Przez 14 lat tworzyli szczęśliwe małżeństwo, jednak jej mąż zmarł 13 czerwca 1891 roku. Po jego śmierci pogrążyła się w żałobie. Po pewnym czasie postanowiła poświęcić się pracy charytatywnej. 8 stycznia 1899 roku za zgodą władz kościelnych powołała do życia Zgromadzenie Małych Sióstr Bożej Opatrzności. W celach apostolskich Teresa Grillo Michel 8 razy udawała się do Ameryki Południowej. Dzięki niej powstały fundacje z przedszkolami, szkoły, domy dziecka, szpitale. Zmarła w opinii świętości.
Beatyfikował ją Jan Paweł II w dniu 24 maja 1998.